# Hippopsis arriagadai
Hippopsis arriagadai är en skalbaggsart som beskrevs av Martins och Maria Helena M. Galileo 2003. Hippopsis arriagadai ingår i släktet Hippopsis och familjen långhorningar.
Artens utbredningsområde är Paraguay. Inga underarter finns listade i Catalogue of Life.